# Kim Hye-eun
Dans ce nom coréen, le nom de famille, Kim, précède le nom personnel.
Kim Hye-eun (coréen : 김혜은) née le 1er mars 1973 à Pusan, est une actrice sud-coréenne.
Elle commence sa carrière à la télévision en tant que présentatrice pour la chaîne MBC en 1997, d'abord dans une filiale locale à Cheongju, puis plus tard en tant que présentatrice météo au siège de MBC à Séoul. En 2004, elle démissionne de MBC. Elle poursuit sa carrière en tant qu'actrice à partir de 2002, et a joué dans divers films et séries télévisées, notamment Nameless Gangster: Rules of the Time (film, 2012), Secret Love Affair (2014) et Itaewon Class (2020).
Kim Hye-eun est une cousine de l’écrivaine Min Jin Lee.

## Filmographie

### Séries télévisées
| année | Titre                                | Rôle                                          | Chaîne |
| ----- | ------------------------------------ | --------------------------------------------- | ------ |
| 2002  | Nonstop 3                            | Présentatrice météo                           | MBC    |
| 2004  | The Woman Who Wants to Marry         | L'amie de Lee Shin-young                      | MBC    |
| 2007  | Ahyeon-dong Madam                    | Shin Sook-young                               | MBC    |
| 2007  | New Heart                            | La femme du professeur de Kim Tae-joon        | MBC    |
| 2008  | Women of the Sun                     | Jang Shi-eun                                  | KBS2   |
| 2008  | Wife and Woman                       | Kim Jae-ran                                   | KBS2   |
| 2010  | Kim Su-ro, The Iron King             | Na Chal-nyeo                                  | MBC    |
| 2010  | Coffee House                         | L'amie de Seo Eun-young                       | SBS    |
| 2010  | Drama Special : Last Flashman        | Professeure d'école rurale                    | KBS2   |
| 2011  | You're So Pretty                     | Go Yoo-jung                                   | MBC    |
| 2012  | Man from the Equator                 | Park Yoon-joo                                 | KBS2   |
| 2012  | I Do, I Do                           | Bong Joon-hee                                 | MBC    |
| 2012  | Lovers of Haeundae                   | Yook Tam-hee/Yook Bok-ja                      | KBS2   |
| 2013  | Princess Aurora                      | Hwang Ja-mong                                 | MBC    |
| 2013  | Golden Rainbow                       | Yang Se-ryun                                  | MBC    |
| 2014  | Secret Love Affair                   | Seo Young-woo                                 | JTBC   |
| 2014  | Triangle                             | Kim Ok-kyung                                  | MBC    |
| 2014  | My Lovely Girl                       | Oh Hee-seon                                   | SBS    |
| 2015  | The Jingbirok: A Memoir of Imjin War | Kim In-bin                                    | KBS1   |
| 2015  | Unkind Ladies                        | Ahn Jong-mi                                   | KBS2   |
| 2015  | D-Day                                | Kang Joo-ran                                  | JTBC   |
| 2016  | Monster                              | Hwang Ji-soo                                  | MBC    |
| 2016  | Dr. Romantic                         | Shin Hyun-jung (épisodes 14 à 18)             | SBS    |
| 2017  | Introverted Boss                     | La psychothérapeute de Hwan-ki                | tvN    |
| 2017  | Live Up to Your Name                 | La mère de Ha-ra                              | tvN    |
| 2018  | Radio Romance                        | Ra Ra-hee                                     | KBS2   |
| 2018  | Are You Human?                       | Nam Ho-yeon                                   | KBS2   |
| 2018  | Mr. Sunshine                         | Mère de Kim Hee-sung                          | tvN    |
| 2018  | The Guest                            | Park Hong-joo                                 | OCN    |
| 2018  | Clean with Passion for Now           | Cha Mae-hwa                                   | JTBC   |
| 2018  | Encounter                            | Kim Sun-joo                                   | tvN    |
| 2019  | Doctor John                          | Min Tae-kyeong                                | SBS    |
| 2020  | Itaewon Class                        | Kang Min-jeong                                | JTBC   |
| 2020  | Dr. Romantic 2                       | Shin Hyun-jung (apparition dans l'épisode 16) | SBS    |
| 2020  | Graceful Friends                     | Kang Kyung-ja                                 | JTBC   |
| 2022  | Twenty-Five Twenty-One               | Yang Chan-mi                                  | tvN    |

### Films
| Année | Titre                                | Rôle                          |
| ----- | ------------------------------------ | ----------------------------- |
| 1998  | Scent of a Man                       | Une esthéticienne             |
| 2005  | Heaven's Soldiers                    | Une présentatrice             |
| 2012  | Nameless Gangster: Rules of the Time | Mademoiselle Yeo              |
| 2014  | Man in Love                          | Mi-young                      |
| 2016  | Pandora                              | La première dame              |
| 2017  | Yes, Family                          | Soon-im                       |
| 2017  | The Mayor                            | Modératrice du débat de Séoul |
| 2017  | The Sheriff in Town                  | Mi-sun                        |

- 2024 : Revolver (리볼버) de Oh Seung-uk : la chamane

## Prix et nominations
| Année | Prix                     | Catégorie                             | Travail nommé                        | Résultats  |
| ----- | ------------------------ | ------------------------------------- | ------------------------------------ | ---------- |
| 2012  | 48e Baeksang Arts Awards | Meilleure nouvelle actrice            | Nameless Gangster: Rules of the Time | Nomination |
| 2012  | 21e Buil Film Awards     | Meilleure nouvelle actrice            | Nameless Gangster: Rules of the Time | Nomination |
| 2012  | 5e Korea Drama Awards    | Prix d'excellence                     | Man from the Equator                 | Nomination |
| 2014  | 3e APAN Star Awards      | Meilleure actrice                     | Secret Love Affair                   | Lauréat    |
| 2014  | SBS Drama Awards         | Meilleure actrice dans une mini-série | My Lovely Girl                       | Nomination |